# Chimarra bicoloroides
Chimarra bicoloroides là một loài Trichoptera trong họ Philopotamidae. Chúng phân bố ở miền Tân bắc.